# 田添響
田添 響（たぞえ ひびき、1996年6月2日 -）は、日本の卓球選手。Tリーグの岡山リベッツに所属している。

## 経歴
福岡県北九州市出身。
田添健汰（木下マイスター東京）は兄。
石田卓球クラブ（福岡県中間市）で力を磨き、希望が丘高等学校、専修大学へと進学した。
中学3年時の平成23年度全日本卓球選手権大会では、早田ひなとの混合ダブルスで一勝を挙げ、同種目の史上最年少ペア勝利を達成している。
2018-19シーズンからTリーグの木下マイスター東京に所属。
2020-21シーズンから岡山リベッツに移籍した。2025-26シーズンより選手兼監督となる。

## 主な戦績
2017年
- 全日本卓球選手権大会 男子シングルス ベスト16

2018年
- 全日本卓球選手権大会 男子シングルス ベスト8
- 全日本学生選手権 男子シングルス 準優勝